# Magnetische veldsterkte
De magnetische veldsterkte, meestal aangeduid met het symbool {\displaystyle {\vec {H}}}, is een vectorgrootheid die de sterkte van een magnetisch veld uitdrukt. In het SI-stelsel wordt de magnetische veldsterkte uitgedrukt in ampère per meter (A/m). Een oudere eenheid in het cgs-stelsel is de oersted (1 Oe ≈ 79,5775 A/m).
De magnetische veldsterkte hangt volgens de wet van Ampère samen met een elektrische stroom {\displaystyle I} die door een gesloten lus {\displaystyle C} met lengte {\displaystyle \ell } omsloten wordt:
{\displaystyle I=\oint \limits _{C}{\vec {H}}\cdot \mathrm {d} {\vec {\ell }}}
De magnetische veldsterkte {\displaystyle {\vec {H}}} is in de wetten van Maxwell de tegenhanger van de magnetische fluxdichtheid {\displaystyle {\vec {B}}}, ook magnetische inductie genoemd. De relatie tussen beide is:
{\displaystyle {\vec {B}}=\mu _{0}({\vec {H}}+{\vec {M}})}
waarin {\displaystyle \mu _{0}} de magnetische veldconstante is en {\displaystyle {\vec {M}}} het magnetische dipoolmoment per volume-eenheid. 
In veel gevallen is de magnetisatie {\displaystyle {\vec {M}}} evenredig met het aangelegde magnetische veld, zodat:  
{\displaystyle {\vec {B}}=\mu {\vec {H}}},
met {\displaystyle \mu } de magnetische permeabiliteit van het medium.